# Cuetáb
Cuetáb är en ort i Mexiko.   Den ligger i kommunen Aquismón och delstaten San Luis Potosí, i den centrala delen av landet, 240 km norr om huvudstaden Mexico City. Cuetáb ligger 732 meter över havet och antalet invånare är 216.
Terrängen runt Cuetáb är huvudsakligen kuperad, men söderut är den bergig. Runt Cuetáb är det ganska tätbefolkat, med 207 invånare per kvadratkilometer. Närmaste större samhälle är Tampate, 8,2 km norr om Cuetáb. I omgivningarna runt Cuetáb växer huvudsakligen savannskog.